# Husbands and Knives
Husbands and Knives, llamado Esposos y bisturís en Hispanoamérica y Maridos y cuchilladas en España, es un episodio perteneciente a la decimonovena temporada de la serie animada Los Simpson, estrenado originalmente el 18 de noviembre de  2007 y en Hispanoamérica se estrenó el 6 de julio de 2008. Las estrellas invitadas fueron Alan Moore, Art Spiegelman y Dan Clowes como sí mismos, además de Jack Black como Milo. Fue escrito por Matt Selman y dirigido por Nancy Kruse. En este episodio, Marge se convierte en una exitosa empresaria, lo que hace que Homero teme que ella lo deje, por lo que decide someterse a cirugía.

## Sinopsis

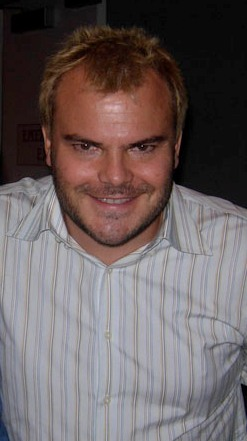
Jack Black fue la estrella invitada, interpretando a Milo, el dueño de la nueva tienda de historietas.

Todo comienza cuando Bart y Milhouse van al "Calabozo del Androide" y ven una variedad de revistas ya leídas por ellos dos. Y en eso, a Bart se le ocurre provocar al dueño de la tienda, Jeff Albertson. Y lo logra, haciendo que éste se enfade más y más. Mientras pasaba esto, Bart saca a la vista, el controvertido cómic de Wolverine (el cual, sacaba las garras fuera de la hoja) y bajo esta acción es que a Milhouse le llega la garra del cómic, provocándole las lastimaduras del rostro y empieza a llorar. Pero en eso, una de las lágrimas de Milhouse le llega al cómic y éste se moja tan sólo un pedazo pequeño. Pero esto hace enfadar más a Jeff por lo que le cobra a Milhouse por el daño al cómic. Bart le recrimina por tratar así a sus compradores, hasta que todos los niños notan que hay una nueva tienda de cómics llamada Coolsville Comics & Toys y Jeff se siente indignado por su nueva competencia haciendo alusiones con los cómics a lo que Bart y Martin hacen cuestiones sobre las afirmaciones de Jeff, por lo que éste expulsa a sus compradores haciendo que se vayan a la nueva tienda.
Cuando todos los niños llegan a esta nueva tienda, llegan justo para su inauguración y es excelente y mejor que la de Jeff Albertson. Y es manejada por su propietario Milo quien es toda una versión contraria a Jeff. Es decir, delgado, simpático, amable, divertido y alternativo y con una novia. Además de que Coolsville Comics & Toys da la posibilidad que la gente de Springfield conozca a creadores de cómics como Alan Moore, Art Spiegelman y Dan Clowes.
Mientras tanto, Marge decide ir a un gimnasio para darle forma a su figura pero los gimnasios de Springfield eran sólo para famosos y ricos por lo cual, abre un gimnasio solo para mujeres normales llamado "Shapes" que irónicamente se encuentra donde fue el "Calabozo del Androide" con el que obtiene mucho éxito y se hace famosa. Y mientras se da la fama de Marge, Homer también goza de los beneficios de los ingresos de Marge pero se da cuenta de que las mujeres exitosas tienen más de un matrimonio ya que, los mismos segundos esposos de éstas se lo hacen saber: Por lo que Homer empieza a sospechar de que Marge lo va a dejar por otro hombre por lo cual, Homer decide hacerse una cirugía plástica haciéndose engrapar el estómago el cual, no da buenos resultados.
Mientras premiaban a Marge por su cadena de gimnasios, aparece Homer con una apariencia horrible y deforme y se convierte en un monstruo, por su apariencia musculosa y poco agradable, y es perseguido por los ciudadanos del pueblo. En el campanario de Notre Dame de Springfield, Marge le dice a Homer que no lo ama, y lo lanza al vacío; pero en eso, Homer despierta, se da cuenta de que sólo fue un sueño y ve que está igual de gordo. Marge le dice que había cancelado la cirugía porque se enteró de que Homer estaba dispuesto a someterse a cualquier cosa con tal de que Marge no lo deje, y ella le hace saber a Homer que lo ama y lo quiere tal como está.

## Producción
Alan Moore grabó sus líneas en octubre de 2006, luego de que los escritores trataron de contactar a su prometida Melinda Gebbie. Dijo ser un gran fanático del programa.